# The Tiger Lillies
The Tiger Lillies är en brittisk musik- och teatergrupp, bildad 1989 i London. Det är en trio bestående av Martyn Jacques, Adrian Stout och Jonas Golland.

## Bandmedlemmar
Nuvarande medlemmar
- Martyn Jacques – sång, dragspel, piano, gitarr, munspel, ukulele, banjolele (1989–)
- Adrian Stout – kontrabas, såg, theremin, bakgrundssång, munharpa (1995–)
- Jonas Golland – trummor, percussion, bakgrundssång (2015–)

Tidigare medlemmar
- Phil Butcher – basgitarr (1989–1995)
- Adrian Huge – trummor (1989–2012)
- Mike Pickering – trummor (2012–2015)

## Diskografi
Album (i urval)

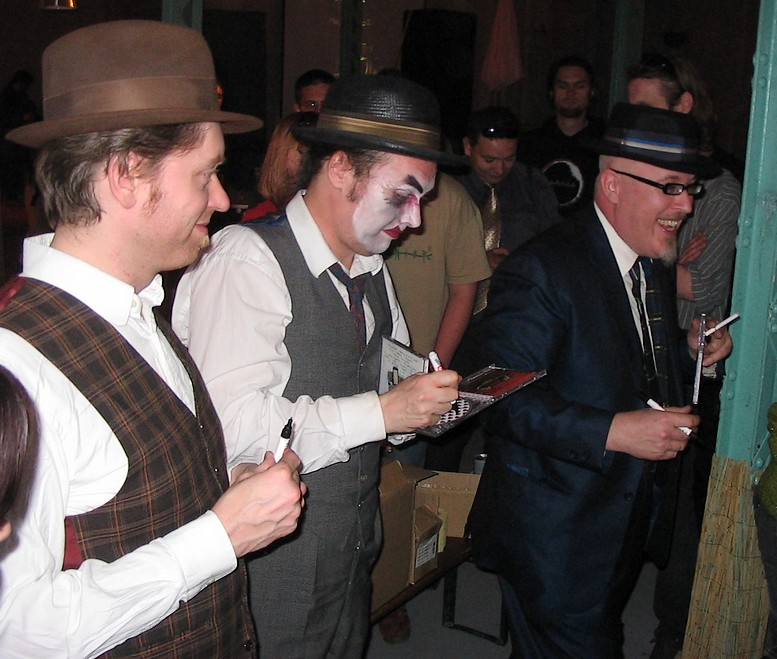
The Tiger Lillies efter en konsert i Prag 2005.

- 1994 – Births, Marriages and Deaths
- 1995 – Spit Bucket
- 1995 – Ad Nauseam
- 1997 – Farmyard Filth
- 1998 – The Brothel to the Cemetery
- 1998 – Low Life Lullabies
- 1998 – Shockheaded Peter
- 1999 – Bad Blood and Blasphemy
- 2000 – Circus Songs
- 2003 – The Sea
- 2003 – The Gorey End
- 2004 – Bad Blood & Blasphemy
- 2004 – Punch and Judy
- 2004 – Death and the Bible
- 2007 – Urine Palace
- 2007 – Love and War
- 2009 – Sinderella
- 2010 – Cockatoo Prison
- 2010 – Here I Am Human!
- 2011 – Woyzeck
- 2012 – Hamlet